# The Sandals
The Sandals – polski zespół muzyczny grający oi! założony w 2004 roku.

## Skład
- Kamil „Kalafior” – gitara basowa
- Michał „Banan” – gitara
- Piotrek „Piter” – gitara
- Igor „Koko” – wokal
- Krzysztof „Wiącek” – wokal, perkusja

## Dyskografia

### Albumy
- Muzyka Przeciwko Tobie – CD – Olifant Records (2007)
- Czerwiec ’56 – EP – Olifant Records (2009)
- Sandals Army – CD – Olifant Records (2011)
- Oi! The Super Heroes – EP (split winylowy z Agent Buldogg, Booze & Glory, Gimp Fist) – Bad Look Record
- F.T.W  –  CD  –  BMC  Records (2016)

### Kompilacje
- Świeża krew, vol. 1 – składanka CD – Olifant Records (2006)[1][2][3]
- Tribute to Ramzes & The Hooligans – składanka CD – Olifant Records (2007) – Ramzes & The Hooligans – utwór nr 11: „My Młodzież”[4][5]
- Tribute to Rezystencja – składanka CD – Olifant Records (2007) – Rezystencja – utwór nr 5: „Błędne Koło”[6][7]
- Polska gol vol. 2 – składanka CD – Olifant Records (2012)[8][9][10]